# Jessica Pegulaová
Jessica Pegulaová (nepřechýleně Pegula, * 24. února 1994 Buffalo) je americká profesionální tenistka. V roce 2023 byla se spoluhráčkou Coco Gauffovou tři týdny světovou jedničkou ve čtyřhře, a to ve dvou obdobích. Na grandslamu si zahrála finále dvouhry US Open 2024, čtyřhry French Open 2022 s Gauffovou a smíšené čtyřhry US Open 2023 po boku Krajicka. Ve své dosavadní kariéře na okruhu WTA Tour vyhrála devět turnajů ve dvouhře a sedm ve čtyřhře. Jednu deblovou trofej přidala v sérii WTA 125. V rámci okruhu ITF získala sedm titulů ve čtyřhře.
Na žebříčku WTA byla ve dvouhře nejvýše klasifikována v říjnu 2022 na 3. místě a ve čtyřhře v září 2023 na 1. místě. Trénují ji Mark Knowles s Markem Merkleinem.
V americkém týmu Billie Jean King Cupu debutovala v roce 2019 sanantonijskou baráží Světové skupiny proti Švýcarsku, v níž za rozhodnutého stavu prohrála čtyřhru v páru s Jennifer Bradyovou. Američanky zvítězily 3:2 na zápasy. Do dubna 2024 v soutěži nastoupila ke třem mezistátním utkáním s bilancí 3–1 ve dvouhře a 1–1 ve čtyřhře.
Spojené státy americké reprezentovala na odložených Letních olympijských hrách 2020 v Tokiu. Ve dvouhře na úvod podlehla pozdější olympijské šampionce Belindě Bencicové ze Švýcarska. Ve čtyřhře vytvořila čtvrtou nasazenou dvojici s Bethanií Mattekovou-Sandsovou. Ve čtvrtfinále však nestačily na pozdější bronzové medailistky Pigossiovou a Stefaniovou z Brazílie. Zúčastnila se také pařížské olympiády 2024. Ve druhém kole singlové soutěže podlehla Svitolinové. S Coco Gauffovou zasáhla do debla, kde je ve druhé fázi vyřadily Češky Muchová s Noskovou.
V úvodním ročníku smíšené týmové soutěže United Cup 2023 byla ženskou jedničkou amerického týmu, který turnaj vyhrál po finálovém vítězství nad Itálii.

## Soukromý život
Narodila se roku 1994 v Buffalu do rodiny amerického miliardáře Terrence Peguly a jeho druhé manželky, korejsko-americké podnikatelky Kim Pegulaové. Rodiče spoluvlastní kluby Buffalo Bills (NFL) a Buffalo Sabres (NHL). Otcovo jmění pochází z podnikání v oblasti těžby zemního plynu pomocí frakování. Jeho podnik byl v roce 2010 prodán společnosti Royal Dutch Shell za 4,7 miliardy dolarů. Časopis Forbes majetek otce k říjnu 2024 odhadoval na 7,7 miliardy dolarů.
Z otcovy strany má čtyři sourozence, z toho dva vlastní. Matka se narodila v Soulu v Jižní Koreji, ale rodiče ji odložili před policejní stanicí. V pěti letech byla adoptována americkou rodinou Kerrových.

## Tenisová kariéra

### 2011–2021: První tituly WTA a čtvrtfinalistka Australian Open 2021
Na US Open 2011 obdržela s Taylor Townsendovou divokou kartu do ženské čtyřhry, v níž vypadly ve třetím kole s třetím nasazeným párem Vania Kingová a Jaroslava Švedovová. Do dvouhry okruhu WTA Tour poprvé zasáhla na BNP Paribas Open 2012 v Indian Wells. Na úvod podlehla Slovence Magdaléně Rybárikové.

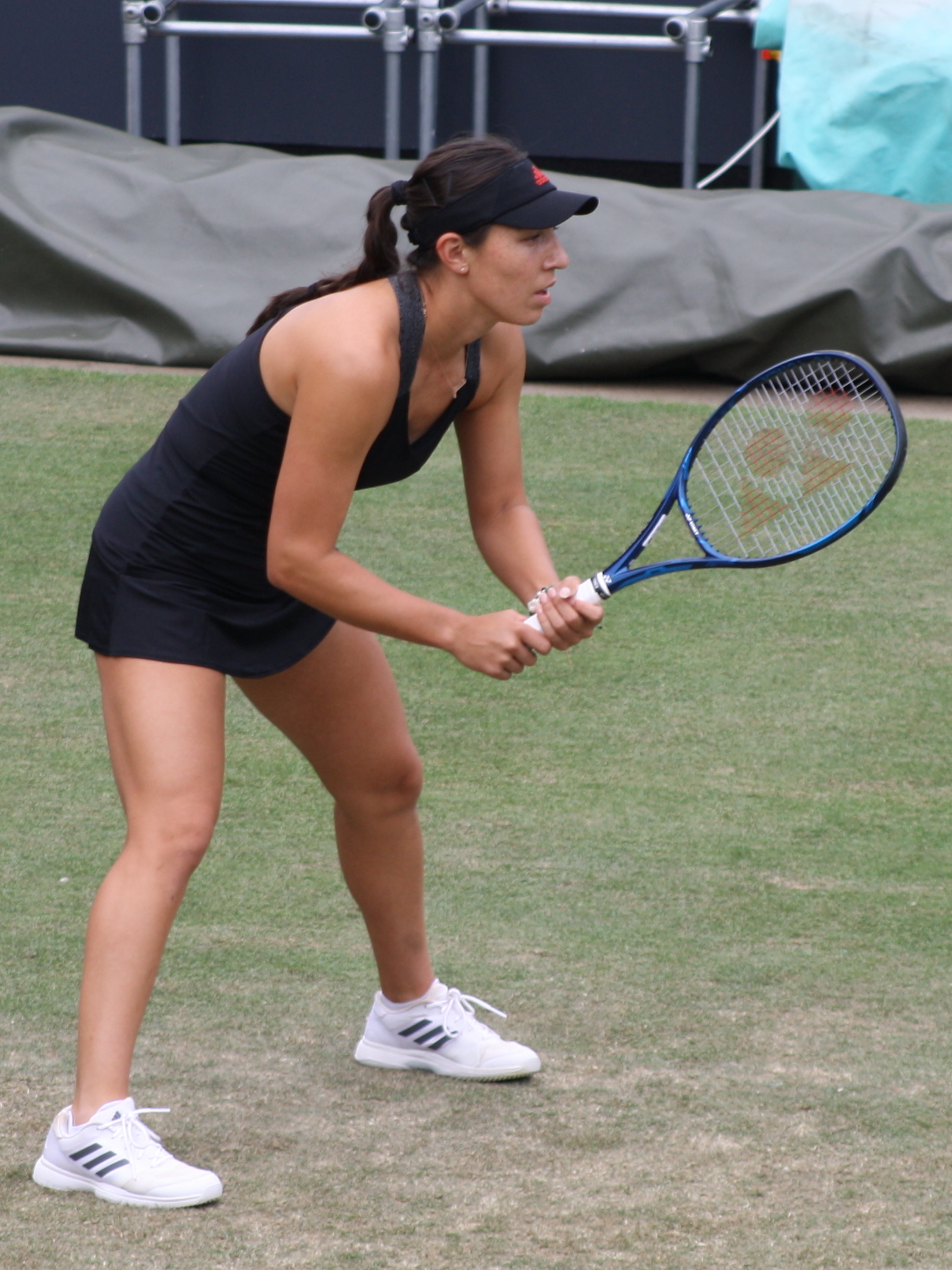
Příjem na Bad Homburg Open 2021

Mezi sezónami 2013–2015 rok a půl absentovala pro poranění kolena.  Premiéru v grandslamové dvouhře prožila na US Open 2015, kde ji ve druhé fázi vyřadila další slovenská hráčka Dominika Cibulková.  Na washingtonském Citi Open 2016 zaznamenala první kariérní výhru nad členkou elitní světové dvacítky, když ve čtvrtfinále zdolala čtrnáctou v pořadí Samanthu Stosurovou. Další herní výpadek následoval mezi lednem a srpnem 2017 kvůli operaci kyčle.  V první stovce žebříčku WTA debutovala 4. února 2019. V dané sezóně se poprvé zúčastnila hlavní soutěže tří ze čtyř grandslamů. Na Roland-Garros v úvodu nenašla recept na pozdější šampionku Ashleigh Bartyovou. Ve Wimbledonu jí časnou porážku přivodila Rumunka Mihaela Buzărnescuová a na US Open skončila na raketě Francouzky Alizé Cornetové. První titul na túře WTA vybojovala ve 25 letech na Citi Open 2019. Ve finále dovolila Italce Camile Giorgiové uhrát jen čtyři gamy.
Přes Dánku Caroline Wozniackou prošla do souboje o titul na lednovém ASB Classic 2020 v Aucklandu. V něm však podlehla nejvýše nasazené, 38leté Američance Sereně Williamsové, která odehrála poslední finále v kariéře. Do osmifinále i čtvrtfinále dvouhry grandslamu poprvé postoupila na Australian Open 2021, po výhrách nad úřadující finalistkou US Open Viktorií Azarenkovou, bývalou šampionkou newyorského grandslamu Samanthou Stosurovou, Kristinou Mladenovicovou a ukrajinskou světovou pětkou Elinou Svitolinovou. Poté však nenašla recept na krajanku Shelby Bradyovou, přestože získala úvodní set. 
Do první dvacítky klasifikace se poprvé posunula 1. listopadu 2021. S Coco Gauffovou se probojovaly do finále čtyřhry grandslamového French Open 2022, v němž podlehly Francouzkám Caroline Garciaové a Kristině Mladenovicové ve dvou setech.

### 2022–2023: Světová jednička ve čtyřhře, dvě trofeje WTA 1000 a průnik do Top 10
Přes vyřazení ve svém prvním pařížském čtvrtfinále, na French Open 2022 s první ženou klasifikace Igou Świątekovou, po skončení debutovala 6. června 2022 v elitní světové desítce, posunem z jedenáctého na osmé místo. Druhou singlovou trofej a první v kategorii WTA 1000 vybojovala na mexickém Guadalajara Open Akron 2022, kam přijela jako pátá hráčka žebříčku. Cestou soutěží vyřadila čtyři grandslamové šampionky v řadě, Jelenu Rybakinovou, Biancu Andreescuovou, Sloane Stephensovou a Viktorii Azarenkovou. Ve druhém kole proti Rybakinové přitom odvrátila tři mečboly. Trofej si odvezla po závěrečné výhře nad šestou ženou klasifikace Marií Sakkariovou z Řecka, znamenající desáté vítězství nad členkou první světové desítky. V kategorii WTA 1000 vylepšila finálovou účast z květnového Mutua Madrid Open 2022 a premiérově se stala světovou trojkou ve dvouhře. V témže říjnovém vydání žebříčku se posunula i na třetí místo ve čtyřhře. Výsledky z celého roku znamenaly, že se 13. října 2022 jako třetí v pořadí kvalifikovala na Turnaj mistryň, poprvé konaném v texaském Fort Worth. O den později si pak zajistila účast v deblu v páru s Gauffovou. Staly se tak prvními účastnicemi Turnaje mistryň od sester Williamsových v roce 2009, které nastoupily do dvouhry a vytvořily i společný pár ve čtyřhře. V ženské dvouhře odešla poražena, když proti Sakkariové, Džabúrové a Sabalenkové uhrála celkově jeden set. Bez výhry pro ni skončila i delové části soutěže.

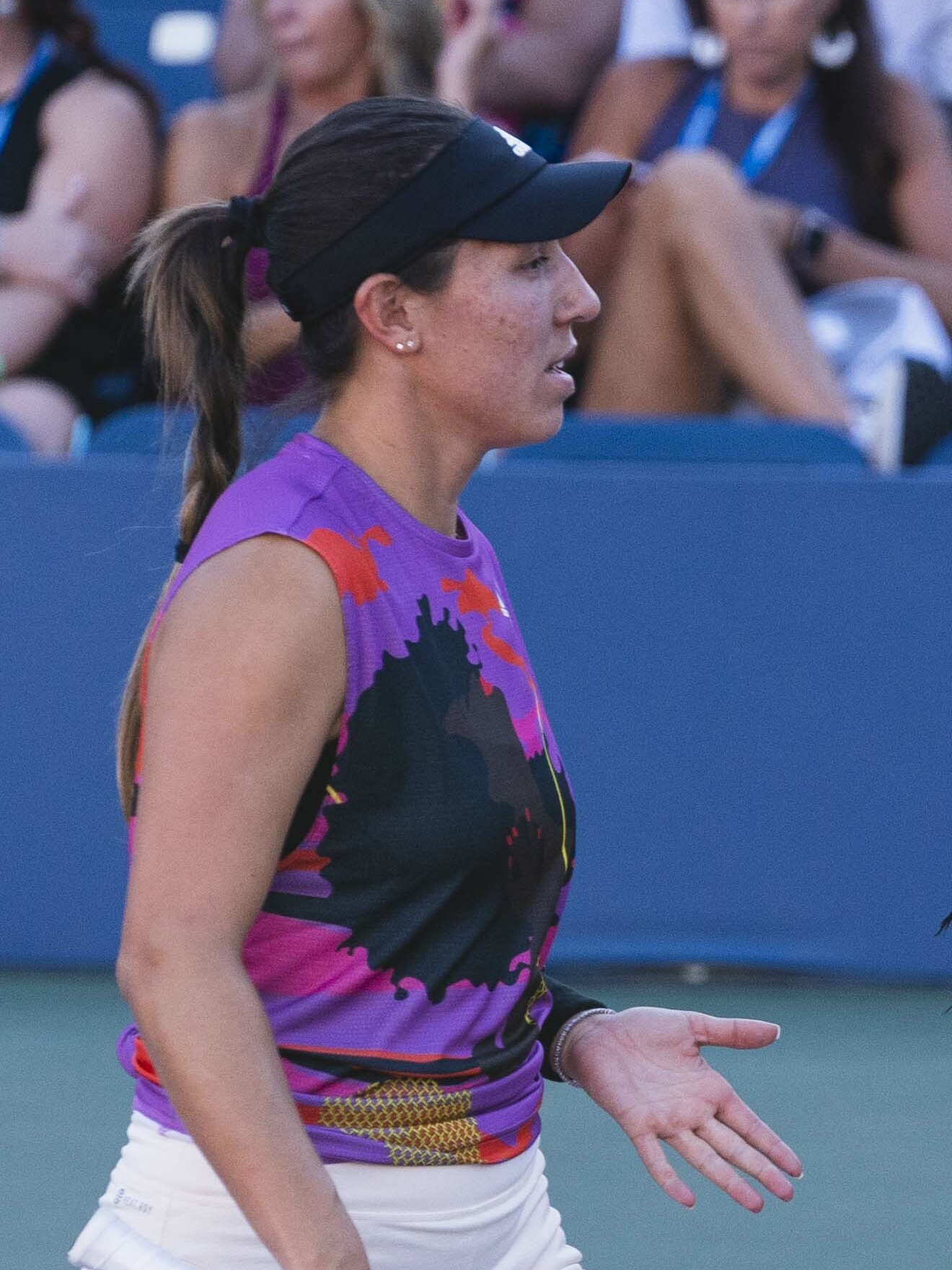
Na US Open 2022 se Pegulaová, Cornetová a Świąteková staly jedinými hráčkami sezóny, které zkompletovaly účasti ve třetích kolech na všech čtyřech grandslamech

Sezónu 2023 otevřela na premiérovém ročníku týmové soutěže United Cupu. Americký tým soutěž jednoznačně ovládl, když ve finále zdolal Itálii. Na celém turnaji Američané z dvaceti dvouher prohrály pouze dvě – z toho Pegulaová hned na úvod s Češkou Kvitovou. V rámci semifinálového utkání proti Polsku porazila poprvé v kariéře světovou jedničku, když na šestý pokus přehrála Igu Świątekovou. Sbírku čtvrtfinálových účastí na grandslamech zkompletovala ve Wimbledonu 2023, do něhož prošla v pozici nasazení čtyřky se ztrátou jediného setu v prvním kole od Davisová. Ani ze šestého souboje v této fázi grandslamu neodešla vítězně, když ji zastavila čtyřicátá druhá hráčka žebříčku Markéta Vondroušová, přestože nad Češkou v rozhodující sadě vedla již 4–1 na gamy a měla brejkbol na vedení 5–1, aby ztratila následující pět her v řadě.
Třetí kariérní titul a druhý z kategorie WTA 1000 získala na montréalském National Bank Open 2023. Ve čtvrtfinále porazila deblovou spoluhráčku Gauffovou, v semifinále pak podruhé v kariéře zdolala úřadující světovou jedničku Świątekovou a v boji o titul pak deklasovala vyčerpanou osmnáctou hráčku žebříčku Ljudmilu Samsonovovou za pouhých 49 minut, během nichž ztratila jedinou hru. Čtvrtfinálová účast, a souběžné vyřazení Sieové v semifinále čtyřhry US Open 2023 znamenaly, že se v nádledném vydání žebříčku z 11. září 2023 poprvé posunula do čela deblové kladifikace WTA, a to se spoluhráčkou Gauffovou. Do konce roku 2023 na vrcholu setrvaly tři týdny ve dvou obdobích. V osmifinále dvouhry newyorského grandslamu hladce podlehla Madison Keysové.
Čtvrtou singlovou trofej na túře WTA si odvezla ze soulského Korea Open 2023, kde byla z pozice světové čyřky nejvýše nasazenou. Do finále prošla přes Belgičanku Yaninu Wickmayerovou a v něm pak porazila 124. hráčku žebříčku Jüan Jüe z Číny. Poprvé v kariéře tak vyhrála více než jednu singlovou trofej v sezóně. Závěrečné vítězství znamenalo 53. sezónní výhru, čímž se ve statistice výher 2023 vyrovnala druhé Sabalenkové. Při závěrečném ceremoniálu uvedla, že vítězství pro ni jako dceru Jihokorejky ze Soulu, mělo zvláštní náboj.

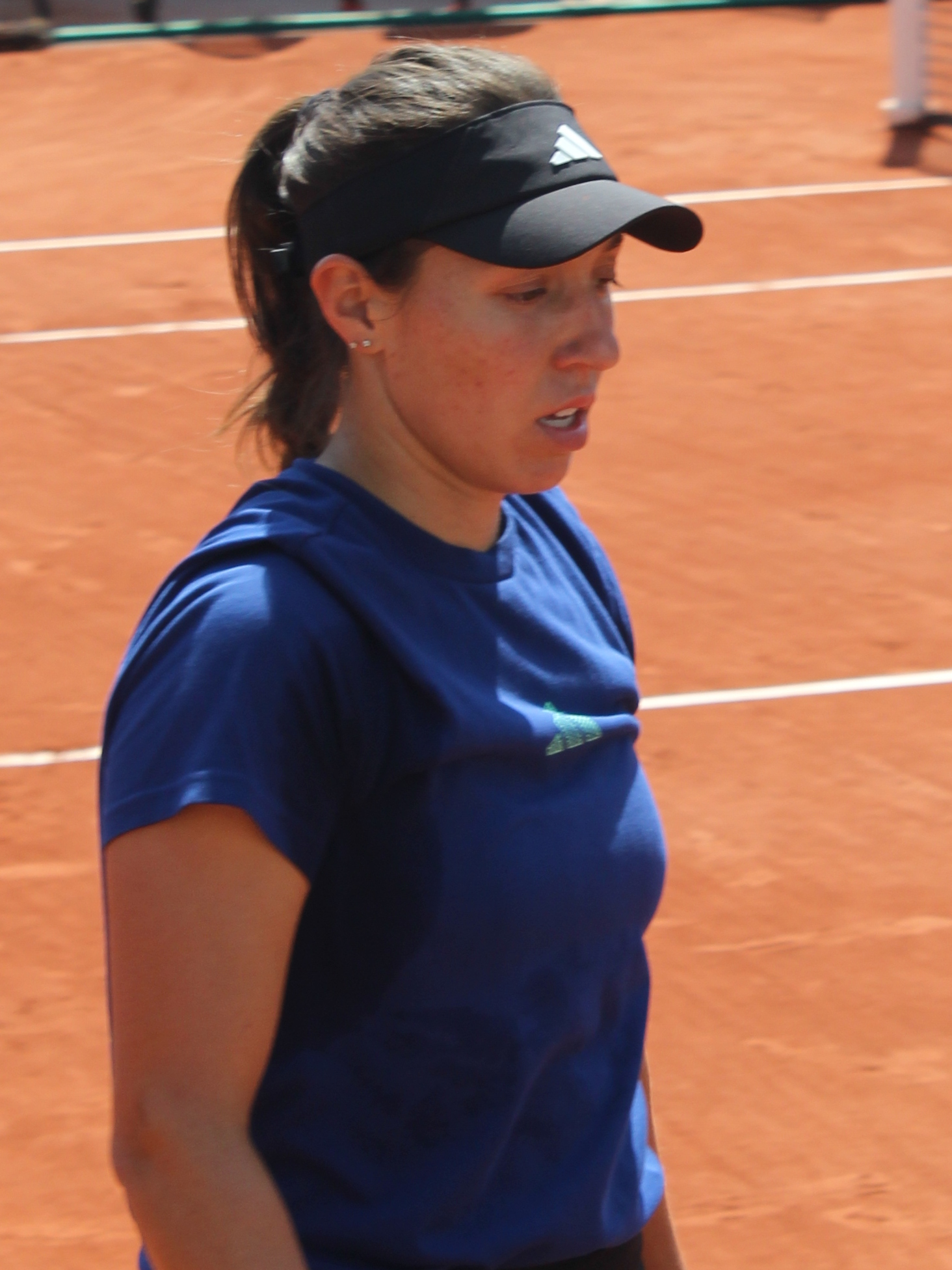
Na French Open 2023 dohrála ve třetím kole dvouhry a semifinále čtyřhry

Podruhé v řadě se kvalifikovala na Turnaj mistryň, WTA Finals 2023 hrané v Cancúnu. Základní skupinu vyhrála bez ztráty setu, když porazila světovou čtyřku Jelenu Rybakinovou, devítku Marii Sakkariovou i jedničku Arynu Sabalenkovou. Dosáhla tak třetí sezónní výhry nad první hráčkou klasifikace, čímž navázala na předchozí semifinálová vítězství nad první Świątekovou z United Cupu a Canadian Open 2023. Jako první Američanka od Sereny Williamsové v roce 2012 porazila třikrát v sezóně světovou jedničku. V semifinále přehrála světovou trojku a deblovou spoluhráčku Coco Gauffovou. V utkání o titul ji však deklasovala Świąteková, proti níž uhrála jediný game. Stala se tak první tenistkou od zavedení žebříčku WTA v roce 1975, která se na jediném turnaji utkala s prvními čtyřmi ženami světové klasifikace. Již skupinovou výhrou nad Rybakinovou dosáhla jako jediná hráčka sezóny 40. vítězný zápas na tvrdém povrchu, znamenající čtvrtou výhru v řadě nad členkou ze světové desítky.

### 2024: První titul na trávě, finalistka US Open a obhájená trofej na Canadian Open
Po vyřazení ve druhém kole Australian Open s Francouzku Clarou Burelovou ukončila pětiletou spolupráci s trenérem Davidem Wittem. V únorové arabské části absentovala pro potíže s krkem. Následně vynechala jarní antukovou sezónou kvůli zranění žeber. Pátou trofej na túře WTA vybojovala na červnovém ecotrans Ladies Open, travnaté události v Berlíně, druhém turnaji po návratu na okruh. Ve třetí, rozhodující sadě finále otočila s Annou Kalinskou průběh ze stavu her 1–4. Čtyři mečboly odvrátila při poměru gamů 4–5 a pátý při vedení soupeřky 6–5. Získala tak první titul v kategorii WTA 500. Již v semifinále dosáhla první sezónní výhry nad členkou Top 10, druhou v pořadí a deblovou spoluhráčkou Gauffovou. Ve druhém kole Wimbledonu podlehla jako světová pětka Číňance Wang Sin-jü, která poprvé v kariéře přehrála členku Top 10.
Třetí titul v úrovni WTA 1000 získala na torontském National Bank Open po závěrečné výhře nad krajankou Amandu Anisimovovou ve třech setech.  Jako první od Hingisové v roce 2000 obhájila na Canadian Open trofej. Desetizápasové neporazitelnosti na kanadském turnaji naposledy před ní dosáhla Serena Williamsová, která v ročnících 2011–2014 vyhrála 14 zápasů v řadě. V Torontu se rovněž stala první americkou šampionkou právě od výhry Williamsové v roce 2013. Na cestě do finále na její raketě postupně dohrály Karolína Plíšková, kvalifikantka Ashlyn Kruegerová, Peyton Stearnsová a čtrnáctá nasazená Diana Šnajderová. Formu potvrdila i na navazujícím Cincinnati Open. Po třísetových bitvách s Leylah Fernandezovou a Paulou Badosovou prošla do finále. V něm její devítizápasovou neporazitelnost ukončila světová trojka Aryna Sabalenková. Nestala se tak první šampionkou od Evonne Goolagongové z roku 1973, která triumfovala na Canadian Open i Cincinnati Open v jedné sezóně. Přesto se po Rosie Casalsové (1970) a Sereně Williamsové (2013) stala teprve třetí Američankou otevřené éry, která si zahrála během jednoho ročníku finále na obou těchto turnajích.
Do prvního grandslamového finále dvouhry postoupila na US Open. Až do semifinále neztratila žádný set, když postupně vyřadila Shelby Rogersovou v jejím posledním zápase kariéry, Sofii Keninovou, Španělku Jéssicu Bouzasovou Maneirovou i světovou osmnáctku Dianu Šnajderovou. Ani ve čtvrtfinále ji nezastavila první hráčka žebříčku Iga Świąteková. Poprvé tak na grandslamu prošla do semifinále, když všech šest čtvrtfinálových duelů v předchozí kariéře na majorech prohrála. Mezi poslední čtveřicí otočila nepříznivý průběh s Karolínou Muchovou, vracející se na okruh po zranění a obhajující semifinálovou účast. Za stavu 1–6 a 0–2 odvrátila brejkbol, jehož využití by ve druhé sadě znamenalo ztrátu dvou servisů. Ziskem gamu však snížila na 1–2 a nastartovala obrat. V dalším průběhu výrazně omezila počet nevynucených chyb a návrat do zápasu stvrdila ziskem druhého i třetího setu. Češku tak zdolala stejně jako tři týdny nazpět v Cincinnati. V souboji o titul podlehla světové dvojce Aryně Sabalenkové po nezvládnutých koncovkách obou setů. Jako čtvrtá tenistka otevřené éry si v jediné sezóně zahrála finále Canadian Open, Cincinnati Open a US Open, čímž zopakovala výkon  Casalsové (1970), Goolagongové (1973) a Sereny Williamsové (2013).
Na podzimní asijské túře se objevila v osmifinále pekingského China Open i navazujícího Wuhan Open, na nichž plnila roli druhé nasazené. V Pekingu však nestačila na světovou devatenáctku Paulu Badosovou a ve Wu-chanu ji vyřadila Wang Sin-jü z šesté desítky.

## Finále na Grand Slamu

### Ženská dvouhra: 1 (0–1)
| Stav       | rok  | turnaj  | povrch | soupeřka          | výsledek |
| ---------- | ---- | ------- | ------ | ----------------- | -------- |
| Finalistka | 2024 | US Open | tvrdý  | Aryna Sabalenková | 5–7, 5–7 |

### Ženská čtyřhra: 1 (0–1)
| Stav       | rok  | turnaj      | povrch | spoluhráčka   | soupeřky ve finále                        | výsledek      |
| ---------- | ---- | ----------- | ------ | ------------- | ----------------------------------------- | ------------- |
| Finalistka | 2022 | French Open | antuka | Coco Gauffová | Caroline Garciaová Kristina Mladenovicová | 6–2, 3–6, 2–6 |

### Smíšená čtyřhra: 1 (0–1)
| Stav       | rok  | turnaj  | povrch | spoluhráč       | soupeři ve finále                | výsledek |
| ---------- | ---- | ------- | ------ | --------------- | -------------------------------- | -------- |
| Finalistka | 2023 | US Open | tvrdý  | Austin Krajicek | Anna Danilinová Harri Heliövaara | 3–6, 4–6 |

## Finále Turnaje mistryň

### Dvouhra: 1 (0–1)
| Stav       | rok  | turnaj         | povrch | soupeřka ve finále | výsledek |
| ---------- | ---- | -------------- | ------ | ------------------ | -------- |
| Finalistka | 2023 | Cancún, Mexiko | tvrdý  | Iga Świąteková     | 1–6, 0–6 |

## Finále na okruhu WTA Tour
| Legenda                                                 |
| ------------------------------------------------------- |
| D – dvouhra; Č – čtyřhra                                |
| Grand Slam (0–1 D; 0–1 Č)                               |
| Turnaj mistryň (0–1 D)                                  |
| Premier Mandatory & Premier 5 / WTA 1000 (3–3 D; 3–3 Č) |
| Premier / WTA 500 (3–3 D; 2–1 Č)                        |
| International / WTA 250 (3–2 D; 2–0 Č)                  |

### Dvouhra: 19 (9–10)
| Stav       | č.  | datum             | turnaj                           | kategorie      | povrch      | soupeřka ve finále     | výsledek                |
| ---------- | --- | ----------------- | -------------------------------- | -------------- | ----------- | ---------------------- | ----------------------- |
| Finalistka | 1.  | 16. září 2018     | Québec, Kanada                   | International  | koberec (h) | Pauline Parmentierová  | 5–7, 2–6                |
| Vítězka    | 1.  | 4. srpna 2019     | Washington, D.C., Spojené státy  | International  | tvrdý       | Camila Giorgiová       | 6–2, 6–2                |
| Finalistka | 2.  | 12. ledna 2020    | Auckland, Nový Zéland            | International  | tvrdý       | Serena Williamsová     | 3–6, 4–6                |
| Finalistka | 3.  | 7. května 2022    | Madrid, Španělsko                | WTA 1000       | antuka      | Ons Džabúrová          | 5–7, 6–0, 2–6           |
| Vítězka    | 2.  | 23. října 2022    | Guadalajara, Mexiko              | WTA 1000       | tvrdý       | Maria Sakkariová       | 6–2, 6–3                |
| Finalistka | 4.  | 18. února 2023    | Dauhá, Katar                     | WTA 500        | tvrdý       | Iga Świąteková         | 3–6, 0–6                |
| Vítězka    | 3.  | 13. srpna 2023    | Montréal, Kanada                 | WTA 1000       | tvrdý       | Ljudmila Samsonovová   | 6–1, 6–0                |
| Finalistka | 5.  | 1. října 2023     | Tokio, Japonsko                  | WTA 500        | tvrdý       | Veronika Kuděrmetovová | 5–7, 1–6                |
| Vítězka    | 4.  | 15. října 2023    | Soul, Jižní Korea                | WTA 250        | tvrdý       | Jüan Jüe               | 6–2, 6–3                |
| Finalistka | 6.  | 6. listopadu 2023 | Turnaj mistryň, Cancún, Mexiko   | Turnaj mistryň | tvrdý       | Iga Świąteková         | 1–6, 0–6                |
| Vítězka    | 5.  | 23. června 2024   | Berlín, Německo                  | WTA 500        | tráva       | Anna Kalinská          | 6–7(0–7), 6–4, 7–6(7–3) |
| Vítězka    | 6.  | 12. srpna 2024    | Montréal, Kanada (2)             | WTA 1000       | tvrdý       | Amanda Anisimovová     | 6–3, 2–6, 6–1           |
| Finalistka | 7.  | 19. srpna 2024    | Cincinnati, Spojené státy        | WTA 1000       | tvrdý       | Aryna Sabalenková      | 3–6, 5–7                |
| Finalistka | 8.  | 7. září 2024      | US Open, New York, Spojené státy | Grand Slam     | tvrdý       | Aryna Sabalenková      | 5–7, 5–7                |
| Finalistka | 9.  | 11. ledna 2025    | Adelaide, Austrálie              | WTA 500        | tvrdý       | Madison Keysová        | 3–6, 6–4, 1–6           |
| Vítězka    | 7.  | 2. března 2025    | Austin, Spojené státy            | WTA 250        | tvrdý       | McCartney Kesslerová   | 7–5, 6–2                |
| Finalistka | 10. | 29. března 2025   | Miami, Spojené státy             | WTA 1000       | tvrdý       | Aryna Sabalenková      | 5–7, 2–6                |
| Vítězka    | 8.  | 6. dubna 2025     | Charleston, Spojené státy        | WTA 500        | antuka (z)  | Sofia Keninová         | 6–3, 7–5                |
| Vítězka    | 9.  | 28. června 2025   | Bad Homburg, Německo             | WTA 500        | tráva       | Iga Świąteková         | 6–4, 7–5                |

### Čtyřhra: 12 (7–5)
| Stav       | č. | datum           | turnaj                          | kategorie  | povrch | spoluhráčka         | soupeřka ve finále                         | výsledek              |
| ---------- | -- | --------------- | ------------------------------- | ---------- | ------ | ------------------- | ------------------------------------------ | --------------------- |
| Vítězka    | 1. | 9. ledna 2022   | Melbourne, Austrálie            | WTA 250    | tvrdý  | Asia Muhammadová    | Sara Erraniová Jasmine Paoliniová          | 6–3, 6–1              |
| Vítězka    | 2. | 25. února 2022  | Dauhá, Katar                    | WTA 1000   | tvrdý  | Cori Gauffová       | Veronika Kuděrmetovová Elise Mertensová    | 6–3, 5–7, [10–5]      |
| Finalistka | 1. | 5. června 2022  | French Open, Paříž, Francie     | Grand Slam | antuka | Coco Gauffová       | Caroline Garciaová Kristina Mladenovicová  | 6–2, 3–6, 2–6         |
| Vítězka    | 3. | 6. srpna 2022   | Washington, D.C., Spojené státy | WTA 250    | tvrdý  | Erin Routliffeová   | Anna Kalinská Caty McNallyová              | 6–3, 5–7, [12–10]     |
| Vítězka    | 4. | 14. srpna 2022  | Toronto, Kanada                 | WTA 1000   | tvrdý  | Coco Gauffová       | Nicole Melichar-Martinezová Ellen Perezová | 6–4, 6–7(5–7), [10–5] |
| Vítězka    | 5. | 16. října 2022  | San Diego, Spojené státy        | WTA 500    | tvrdý  | Coco Gauffová       | Gabriela Dabrowská Giuliana Olmosová       | 1–6, 7–5, [10–4]      |
| Vítězka    | 6. | 17. února 2023  | Dauhá, Katar (2)                | WTA 500    | tvrdý  | Coco Gauffová       | Ljudmyla Kičenoková Jeļena Ostapenková     | 6–4, 2–6, [10–7]      |
| Vítězka    | 7. | 2. dubna 2023   | Miami, Spojené státy            | WTA 1000   | tvrdý  | Coco Gauffová       | Leylah Fernandezová Taylor Townsendová     | 7–6(8–6), 6–2         |
| Finalistka | 2. | 7. května 2023  | Madrid, Španělsko               | WTA 1000   | antuka | Coco Gauffová       | Viktoria Azarenková Beatriz Haddad Maiová  | 1–6, 4–6              |
| Finalistka | 3. | 20. května 2023 | Řím, Itálie                     | WTA 1000   | antuka | Coco Gauffová       | Storm Hunterová Elise Mertensová           | 4–6, 4–6              |
| Finalistka | 4. | 3. března 2024  | San Diego, Spojené státy        | WTA 500    | tvrdý  | Desirae Krawczyková | Nicole Melichar-Martinezová Ellen Perezová | 1–6, 2–6              |
| Finalistka | 5. | 13. října 2024  | Wu-chan, Čína                   | WTA 1000   | tvrdý  | Asia Muhammadová    | Irina Chromačovová Anna Danilinová         | 3–6, 6–7(6–8)         |

## Finále série WTA 125
| Legenda                  |
| ------------------------ |
| D – dvouhra; Č – čtyřhra |
| WTA 125 (0–1 D; 1–1 Č)   |

### Dvouhra: 1 (2–1)
| Stav       | č. | datum          | turnaj                       | povrch | soupeřka ve finále  | výsledek      |
| ---------- | -- | -------------- | ---------------------------- | ------ | ------------------- | ------------- |
| Finalistka | 1. | 27. ledna 2019 | Newport Beach, Spojené státy | tvrdý  | Bianca Andreescuová | 6–0, 4–6, 2–6 |

### Čtyřhra: 2 (1–1)
| Stav       | č. | datum              | turnaj                      | povrch | spoluhráčka       | soupeřky ve finále                    | výsledek         |
| ---------- | -- | ------------------ | --------------------------- | ------ | ----------------- | ------------------------------------- | ---------------- |
| Vítězka    | 1. | 18. listopadu 2018 | Houston, Spojené státy      | tvrdý  | Maegan Manasseová | Desirae Krawczyková Giuliana Olmosová | 1–6, 6–4, [10–8] |
| Finalistka | 2. | březen 2020        | Indian Wells, Spojené státy | tvrdý  | Caty McNallyová   | Asia Muhammadová Taylor Townsendová   | 4–6, 4–6         |

## Chronologie výsledků na Grand Slamu

### Dvouhra
| Turnaj          | 2011 | 2012 | 2013 | 2014 | 2015    | 2016    | 2017 | 2018 | 2019    | 2020    | 2021    | 2022    | 2023    | 2024    | 2025    | SR     | V–P   |
| --------------- | ---- | ---- | ---- | ---- | ------- | ------- | ---- | ---- | ------- | ------- | ------- | ------- | ------- | ------- | ------- | ------ | ----- |
| Australian Open | A    | A    | 1Q   | A    | A       | 2Q      | A    | A    | A       | 1. kolo | ČF      | ČF      | ČF      | 2. kolo | 3. kolo | 0 / 6  | 15–6  |
| French Open     | A    | A    | 2Q   | A    | 3Q      | 1Q      | A    | A    | 1. kolo | 1. kolo | 3. kolo | ČF      | 3. kolo | A       | 4. kolo | 0 / 6  | 11–6  |
| Wimbledon       | A    | A    | 1Q   | A    | 3Q      | 2Q      | A    | A    | 1. kolo | NH      | 2. kolo | 3. kolo | ČF      | 2. kolo | 1. kolo | 0 / 6  | 8–6   |
| US Open         | 2Q   | 2Q   | A    | A    | 2. kolo | 1. kolo | 1Q   | 3Q   | 1. kolo | 3. kolo | 3. kolo | ČF      | 4. kolo | F       |         | 0 / 8  | 18–8  |
| výhry–prohry    | 0–0  | 0–0  | 0–0  | 0–0  | 1–1     | 0–1     | 0–0  | 0–0  | 0–3     | 2–3     | 9–4     | 14–4    | 13–4    | 8–3     | 5–3     | 0 / 26 | 52–26 |

### Čtyřhra
| Turnaj          | 2011    | 2012    | 2013 | 2014 | 2015    | 2016    | 2017 | 2018 | 2019    | 2020    | 2021    | 2022    | 2023    | 2024 | 2025 | SR     | V–P   |
| --------------- | ------- | ------- | ---- | ---- | ------- | ------- | ---- | ---- | ------- | ------- | ------- | ------- | ------- | ---- | ---- | ------ | ----- |
| Australian Open | A       | A       | A    | A    | A       | A       | A    | A    | A       | 2. kolo | 1. kolo | 2. kolo | SF      | A    | A    | 0 / 4  | 6–4   |
| French Open     | A       | A       | A    | A    | A       | A       | A    | A    | 3. kolo | ČF      | 2. kolo | F       | SF      | A    | A    | 0 / 5  | 15–5  |
| Wimbledon       | A       | A       | A    | A    | A       | A       | A    | A    | 1. kolo | NH      | 3. kolo | A       | 3. kolo | ČF   | A    | 0 / 4  | 7–4   |
| US Open         | 3. kolo | 2. kolo | A    | A    | 1. kolo | 1. kolo | A    | A    | 1. kolo | 2. kolo | 1. kolo | 1. kolo | ČF      | A    |      | 0 / 9  | 7–9   |
| výhry–prohry    | 2–1     | 1–1     | 0–0  | 0–0  | 0–1     | 0–1     | 0–0  | 0–0  | 2–3     | 5–3     | 3–4     | 6–3     | 13–4    | 3–1  | 0–0  | 0 / 22 | 35–22 |

| Legenda | Legenda                                   | Legenda | Legenda                     |
| ------- | ----------------------------------------- | ------- | --------------------------- |
| SR      | poměr vyhraných turnajů ku všem odehraným | W–L V–P | výhry–prohry                |
| NH      | daný rok se turnaj nekonal                | A       | turnaje se hráč nezúčastnil |
| 1Q / LQ | prohra v (kole) kvalifikace               | 1k / 1R | prohra v daném kole turnaje |
| QF / ČF | prohra ve čtvrtfinále                     | SF      | prohra v semifinále         |
| F       | prohra ve finále                          | Vítěz   | vítězství v turnaji         |